# Marina Raković
Marina Raković est une karatéka monténegrine née le 18 mai 1988 à Podgorica. 
Son palmarès est le suivant :
- Championnats d'Europe de karaté 2012 : une médaille de bronze en kumite dans la catégorie des moins de 68 kg
- Championnats d'Europe de karaté 2013 : une médaille de bronze en kumite dans la catégorie des moins de 68 kg
- Coupe du monde de karaté 2014 à Thermana/Lasko  : une médaille de bronze en kumite dans la catégorie des moins de 68 kg
- Championnats méditerranéens de 2014 : une médaille d'or en kumite dans la catégorie des moins de 68 kg
- Championnats des Balkans de 2014 : une médaille d'argent en kumite dans la catégorie des moins de 68 kg
- Championnats d'Europe de karaté 2015 : une médaille de bronze en kumite dans la catégorie des moins de 68 kg
- Jeux européens de 2015 : une médaille de bronze en kumite dans la catégorie des moins de 68 kg
- Coupe du monde de karaté 2016 à Lasko : une médaille de bronze en kumite dans la catégorie des moins de 68 kg
- Jeux méditerranéens de 2018 : une médaille de bronze en kumite dans la catégorie des moins de 68 kg